# مزرعة نو (آشتيان)
مزرعة نو (بالفارسية: مزرعه نو) هي قرية و مستوطنة تقع في إيران في مركزي. يقدر عدد سكانها بـ 524 نسمة بحسب إحصاء 2016.